# Fasciculus Medicinae
Fasciculus Medicinae ist der Name einer 1450 entstandenen medizinischen Textsammlung, die reichbebildert 1491 in Venedig gedruckt wurde. Der Kompilator dieser Sammlung ist unbekannt. Falsch wurde sie dem Arzt Johannes de Ketham (gestorben 1470) zugeschrieben.
Das Werk gehört zu den ersten medizinischen Lehrbüchern mit fachbezogenen Abbildungen. Seit der Mitte des 19. Jh. wurde dem Fasciculus Medicinae im Rahmen der Erforschung der Geschichte der Anatomie vermehrte Aufmerksamkeit geschenkt. Die Unterschiede in den anatomischen Abbildungen der Frau in den Ausgaben 1491 und 1493 wurden als „abrupter Übergang von der scholastizistischen Illustration zu einer, unserer heutigen Sichtweise völlig adäquaten, realistischen Abbildung“ gedeutet. (Herrlinger 1967, S. 69)

## Inkunabeln und Frühdrucke
- Latein.
  - Giovanni und Gregorio de Gregoriis (Hrsg.): Fasciculus Medicinae. Venedig. a) 26. Juli 1491[14], b) 15. Oktober 1495, c) 17. Februar 1500[15], d) 28. März 1500, e) 1508 und f) 10. Februar 1513
  - Claus de Grave, Antwerpen 1512
  - C. Arrivabenum, Venedig 1522
- Italienisch.
  - Giovanni und Gregorio de Gregorii, Venedig 5. Februar 1493[16][17] Mit Abbildung von Petrus de Montagna auf der ersten Seite.
  - J. de Castelliono, Mediolani 1509
  - C. Arrivabenum, Venedig 1522
  - Giov. Ant. Vidali, Venedig 1688
- Spanisch.
  - P. Huros, Saragossa. Compendio de la salud humana. 15. August 1494
  - J. Burgos, Burgos. Epilogo in medicina. 15. Mai 1495
  - Guillen, Pamplona. Epilogo in medicina. 10. Oktober 1495
  - J. Cromberger, Sevilla 1517[18]
- Niederländisch
  - Claes de Grave, Amsterdam 1512[19][20][21]

## Abbildungen und Texte in den Ausgaben 1491, 1493 und 1500
| Abbildungen | Ausgabe 1491 Latein | Ausgabe 1493 Italienisch | Ausgabe 1500 Latein |
| --- | --- | --- | --- |
| Titelbild | Das Titelbild fehlte in der Ausgabe 1491 | 1r | 1r |
| „Ärztliche Unterweisung“ | Die als Konturholzschnitt abgebildete Uroskopie-Szene fehlte in der ersten Ausgabe von 1491 | 1v | 1v |
| Uroskopie-Tafel | 1v | 2r | 2r |
| | 2r „De expositione colorum in vrinis: Deinde de eorum indiciis. Vrina est colamentum sanguis …“ („Erklärung der Urinfarben und was sie bedeuten. Der Urin ist das aus dem Blut Durchgesiebte. …“) | 2v-3v „Prima la exposition del colore delle Vrine e iudicio de quelle. Vrina e colamento di sangue …“ | 2v-3r „De expositione colorum in vrinis : Deinde de eorundem iudiciis. Vrina est colamentum sanguinis …“                                                                             |
| | | | |
| Die lateinischen Aderlass-Texte im Fasciculus Medicinae sind erstmals greifbar in einem zwischen 1450 und 1470 in Süddeutschland abgefassten Manuskript (Cpg 644). Nach diesem lateinischen Text fertigte Hans von Gersdorff 1517 eine deutsche Übersetzung für sein „Feldbuch der Wundarznei“ (Kapitel 13–16). | | | |
| Aderlass-Mann | 2v | 8v | 3v |
| | 3r Beschreibung der Lage und der Indikationen von 29 Aderlass-Stellen | 9r-9v Beschreibung der Lage und der Indikationen von 29 Aderlass-Stellen | 4r Beschreibung der Lage und der Indikationen von 29 Aderlass-Stellen |
| | 3v-4v „De iudiciis venarum et de minutionibus eandarum vna cum cautelis. Minutio alia per metatasim alia per antifrasim et si sit inveterata passio fiat minutio per metatasim. …“ („Über die Beurteilung der Venen und die Entleerung derselben und welche Vorsichtsmaßnahmen man treffen muss. Die Entleerung erfolgt entweder auf der Seite der Erkrankung oder auf der Seite, die der Erkrankung entgegengesetzt ist. Chronifizierte Erkrankungen werden durch Einwirkung auf die erkrankte Seite behandelt. …“) | 9v-12r „Questa tavla tracta deli iudicii dele uene & della diminution di quelle insieme con le cautele : Minution de sangue alcuna per drita uia : alcuna per contrario si fa se la passione sara iuecchiata facciasi la minutione dallato dele passione. …“ | 4v-6r „De iudiciis venarum et de minutionibus eandarum vna cum cautelis. Minutio alia per metatasim : alia per antifrasi. Et si sit inueterata passio fiat minutio per metatasim. …“ |
| Aderlass-Mann mit Tierkreiszeichen | 5v | 8r | 6v |
| | | | |
| „Krankheitsfrau“ | 5v | 19r | 7r |
| | 6r-6v „Quando mulier dolet ubera…“ („Wenn eine Frau Schmerzen in der Brust hat…“) | 19v-21r „Quando la donnan patise dolor de poppe …“ | 7v-8r „Quando mulier dolet ubera …“ |
| | 7r-8v „Problemata de membris generationis de matrice : et testiculis seu de secretis mulierum …“ („Beschwerden der Fortpflanzungsorgane Gebärmutter und Hoden bzw. Über die Geheimnisse der Frauen. …“) | 21r-25v „Seguitanole poblema ouero interrogationi delli membri genitali cio e de la matrice & testiculi overo secreti della donna …“ | 8v-10v „Problemata de membris generationis de matrice : et testiculis seu de secretis mulierum …“                                                                                    |
| | | | |
| Wundenmann | 9r | 12v | 11r |
| | 9v-10r Chirurgisches Antidotarium mit Bezug zur Abbildung des Wundenmannes 10v-11v Rezepte | 13r-18v Chirurgisches Antidotarium mit Bezug zur Abbildung des Wundenmannes | 11v-13v Chirurgisches Antidotarium … |
| | | | |
| „Krankheitsmann“ | 12r | 4r | 14r |
| | 12v-13v Alphabetisch geordnetes Krankheitsregister | 4v-7v Alphabetisch geordnetes Krankheitsregister | 14v-16r Alphabetisch geordnetes Krankheitsregister |
| | | | |
| Zimmer mit Pestkrankem | Die Abbildung des Zimmers mit Pestkrankem fehlte in der Ausgabe 1491 | 26r | 16v |
| | 14r-15v Petrus de Tossignano. „Consilium pro peste evitanda.“ („Ratschlag, wie man sich vor der Pest schützen soll.“) | 26v-32r „Cosiglio per la peste composto dal famosissimo doctor delle arti & medicina Maestro Pieri Tausignano …“ | 17r-20r Petrus de Tossignano. „Consilium pro peste evitanda. …“ |
| | | | |
| Leichenöffnung | Die Abbildung der Leichenöffnung fehlte in der Ausgabe 1491 | 26v | 20v |
| | | 27r-45v Mondino dei Luzzi. „Anatomia.“ | 21r-30v Mondino dei Luzzi. „Anatomia.“ |
| | | | 31r-32r Rhazes. „De egritudines puerorum.“ („Über Krankheiten der Kinder.“) |
| | | 26r und 46 r Eine Abhandlung über 10 Kräuter mit dem Titel: „Proprieta de herbe provade & e verissima.“ | |